# Campeonato Paraense de Basquete
O Campeonato Paraense de Basquetebol Adulto Masculino (popularmente chamado parazão de basquete) é uma competição estadual brasileira de basquete realizada entre clubes do estado do Pará, organizada pela Federação Paraense de Basketball.
Ainda tem como força dominante os times do Clube do Remo e Paysandu Sport Club, este o atual tetracampeão e, maior campeão estadual com 37 títulos, contra 29 conquistas pelo rival.
Em 1948, o basquete paraense passou a ter vida própria e caminhar com as próprias pernas, com a fundação da Federação Paraense de Basquetebol, junto à Confederação Brasileira de Basketball, que impusionou ainda mais o crescimento da modalidade no estado.

## Edição 2023
O Campeonato Paraense de Basquete 2023, a atual edição contou com quatro equipes: o atual campeão Paysandu, Remo, Jovens Panthers 8 (JP8) e, NLB/Cabano. A primeira foi disputada com todas as equipes se enfrentando em dois turnos, onde os dois melhores enfrenta-se em playoff com melhor de cinco jogos.